# Zmarli w roku 1796
Lista osób zmarłych w 1796:

## luty 1796
- 17 lutego – James Macpherson, szkocki poeta[1]

## kwiecień 1796
- 30 kwietnia – Franciszka Krasińska, księżna kurlandzka[2]

## lipiec 1796
- 2 lipca – Jan Krzysztof Kluk, polski ksiądz, przyrodnik, badacz flory polskiej[3]
- 8 lipca – Adam Tadeusz Naruszewicz, polski biskup, nadworny historyk i poeta, dramatopisarz i tłumacz[4]
- 21 lipca – Robert Burns, szkocki poeta, prekursor romantyzmu[5]

## październik 1796
- 16 października – Wiktor Amadeusz III, król Sardynii[6]

## listopad 1796
- 17 listopada – Katarzyna II Wielka, cesarzowa Rosji[7]

## grudzień 1796
- 15 grudnia – Anthony Wayne, amerykański polityk i żołnierz[8]
- 19 grudnia – Piotr Aleksandrowicz Rumiancew, rosyjski feldmarszałek[9]